# حیدرآباد (مشگین‌شهر)
حیدرآباد روستایی است که در استان اردبیل، شهرستان مشگین‌شهر، بخش ارشق، دهستان ارشق مرکزی قرار دارد.

## جمعیت
بر اساس سرشماری سال ۱۳۸۵ جمعیت این روستا ۲۰۸ نفر با ۴۵ خانوار بوده‌است.